# 昂特諾爾·菲爾曼
约瑟夫·奥古斯特·昂特诺尔·菲尔曼（法語：Joseph Auguste Anténor Firmin, 1850年10月18日—1911年9月19日) ，海地人类学家、记者和政治家。

## 生平
菲尔曼于1850年出生在海地北部的海地角，自幼勤奋好学，他本人从17岁开始教书，并能熟练地使用希腊语，拉丁语和法语。然后进入海地海关工作。在1879年，他曾参选议员，但未果:28。后来，他前往巴黎游学，在那里，他与同为海地人的医学博士路易·约瑟夫·让维尔得到了法国学者的推荐，成为巴黎人类学学会的成员:29。
1885年，在让维尔发表了《论种族平等》後，菲尔曼亦出版了《论人类种族平等》，作为对法国人类学家阿蒂尔·德·戈比诺伯爵《人种不平等论》中提出的科学种族主义化的论点的反驳:29。
弗洛维尔·伊波利特总统即位后，任命他为海地外交兼财政部长，在他任内，海地政府采取促进了经济的复苏。在此期间，美国政府曾提出在海地西北隅的莫勒-圣尼古拉郡建立军事基地，并对海地政府施加壓力，但菲尔曼则以本国宪法禁止割地为由，拒绝美国的要求，后者因此被迫撤出海地:28。
蒂雷西阿·西蒙·桑总统于1902年辞职后，安特诺尔和临时总统皮埃爾·狄奧馬·博瓦隆-卡納爾的关系趋于紧张，海地再一次爆发内战，在海军上将哈密尔顿·基里克的支持下，菲尔曼决定从戈纳伊夫进攻太子港以夺取政权，时任海军部长皮埃尔·诺尔·阿列克西率军在太子港等地将他的军队击败，在美国的主持下，阿列克西与菲尔曼开始谈判，此时基里克和他的克里特-阿-皮埃罗号炮舰也在德军的围攻下被迫自沉，菲尔曼被迫流亡到聖托馬斯島，在此期间，他主张海地应该与古巴、多米尼加、波多黎各、牙买加等加勒比海岛屿组建联邦国家:29。直到1911年去世。